# Erdei sédbúza
Az erdei sédbúza (Deschampsia flexuosa) az egyszikűek (Liliopsida) osztályának a perjevirágúak (Poales) rendjébe, ezen belül a perjefélék (Poaceae) családjába tartozó faj.

## Előfordulása
Egész Európa és Észak-Amerika területén megtalálható. A Mátrában megtalálhatóak állományai.

## Megjelenése
Lazán bokros növekedésű, 30-70 centiméter magas évelő fű, mélyre hatoló gyökerekkel. Szárai felállók vagy aljukon meghajlottak, igen szilárdak és vékonyak, kopaszok, 1-3 csomóval. A levélhüvely háti oldalán kerek, felső részén gyengén érdes. A levélnyelvecske tompa, legfeljebb 3 milliméter, többnyire igen rövid. A levéllemez serte alakú, hajszálvékony, kihegyezett, 20 centiméter hosszú, zöld, kopasz és merev. A buga igen laza és nyitott, 15 centiméter hosszú és 10 centiméter széles. Ágai csavarodók, érdesek, igen vékonyak. A 2-3 virágú füzérkék fényes lilásbarnák. A toklászok 4-7 milliméteres, barna szálkába futnak, a pelyváknál rövidebbek. A szálka az alján csavarodott és később térdesen hajlott, a virágzatból kinyúlik.

## Életmódja
Az erdei sédbúza mészkerülő erdőkben, bükkösökben, fenyvesekben, vágásokban, fenyéreken, hegyi réteken gyakori, sziklahasadékokban is nő.
A virágzási ideje június–július között van, ritkán augusztusig is tart a virágzása.

## Képek

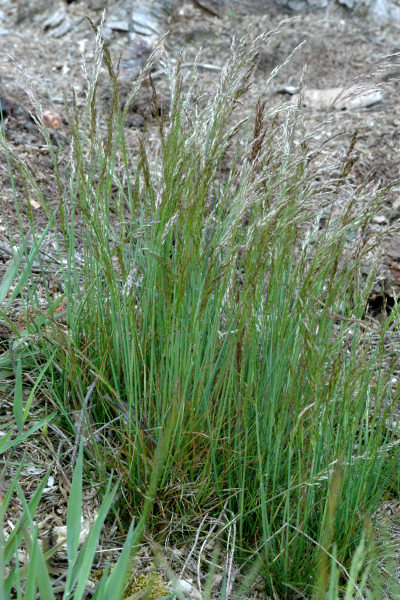
A növény
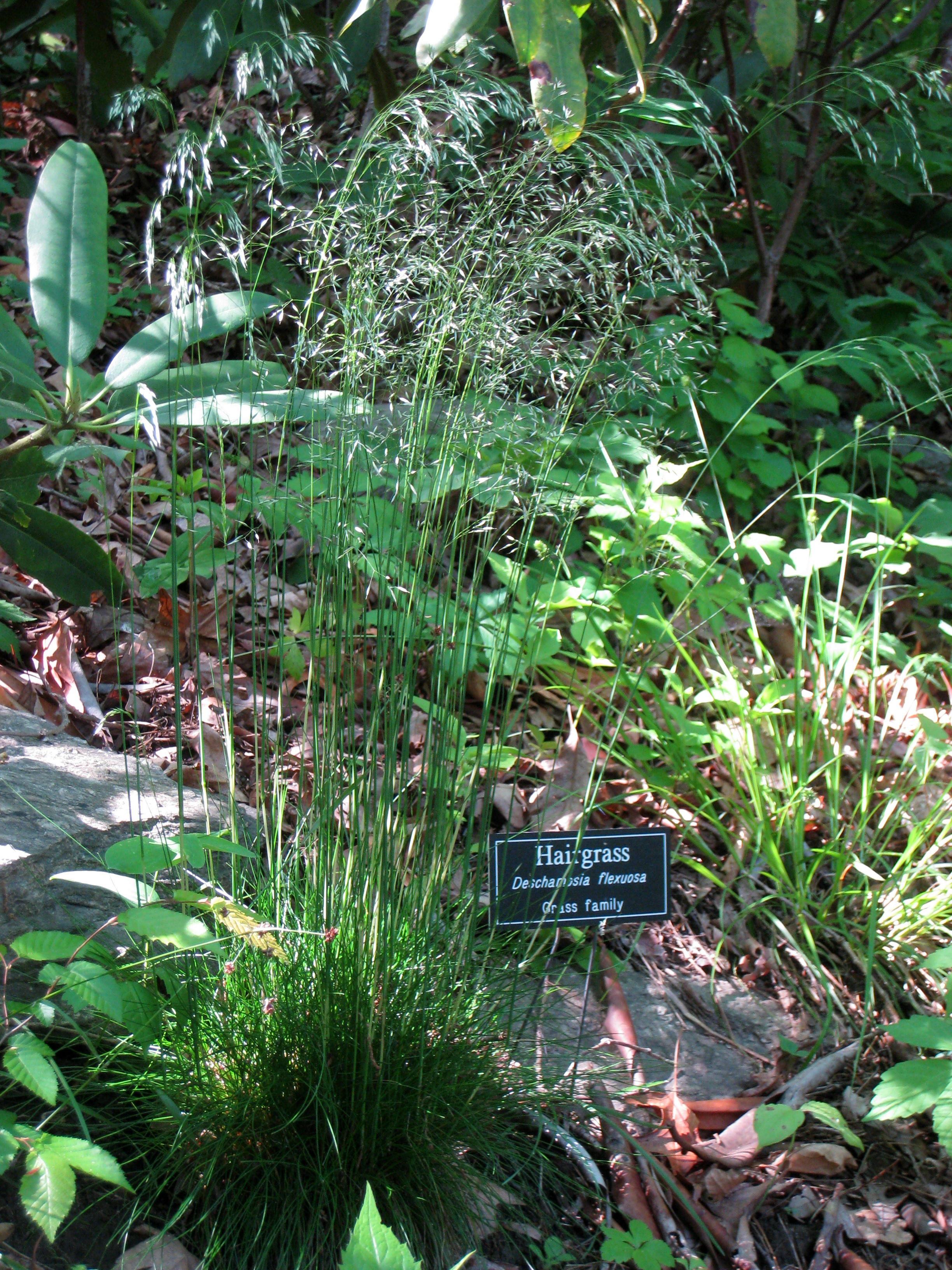
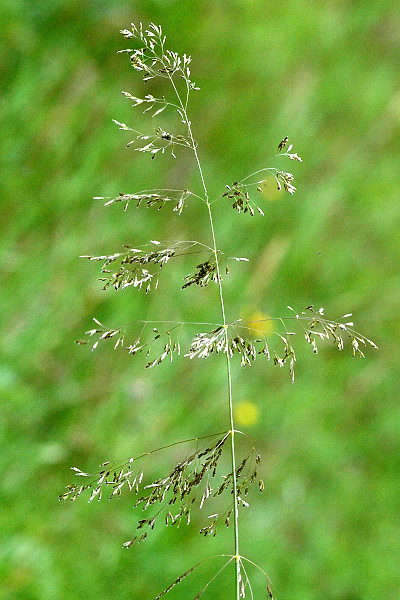
Virágzata
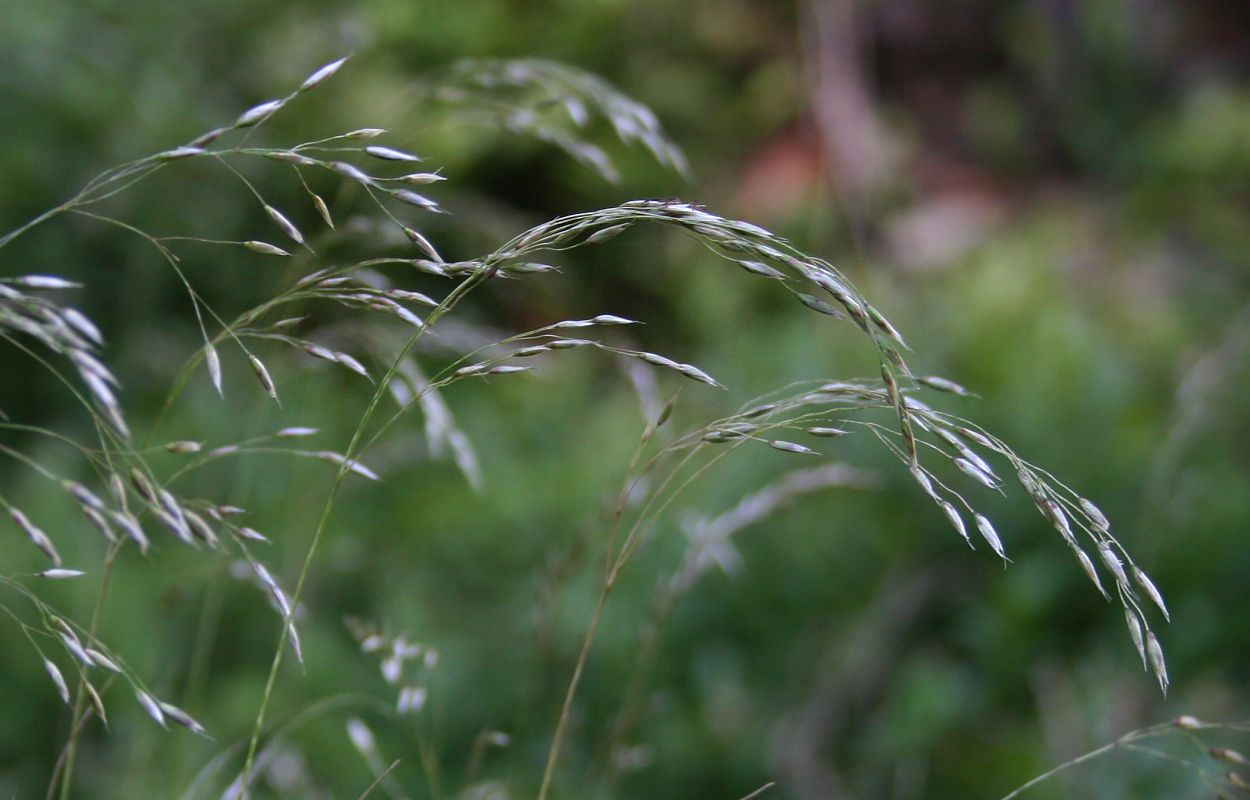
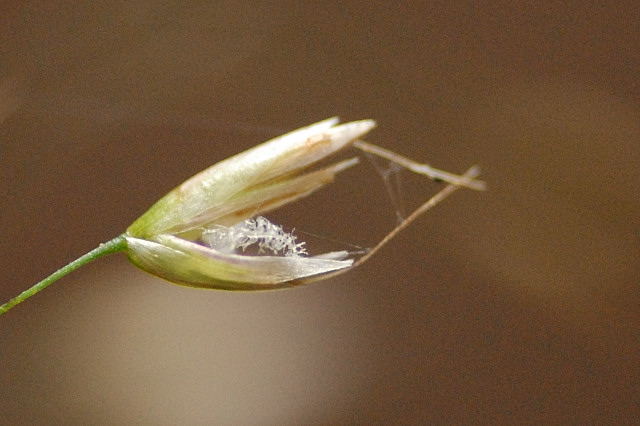
Termése
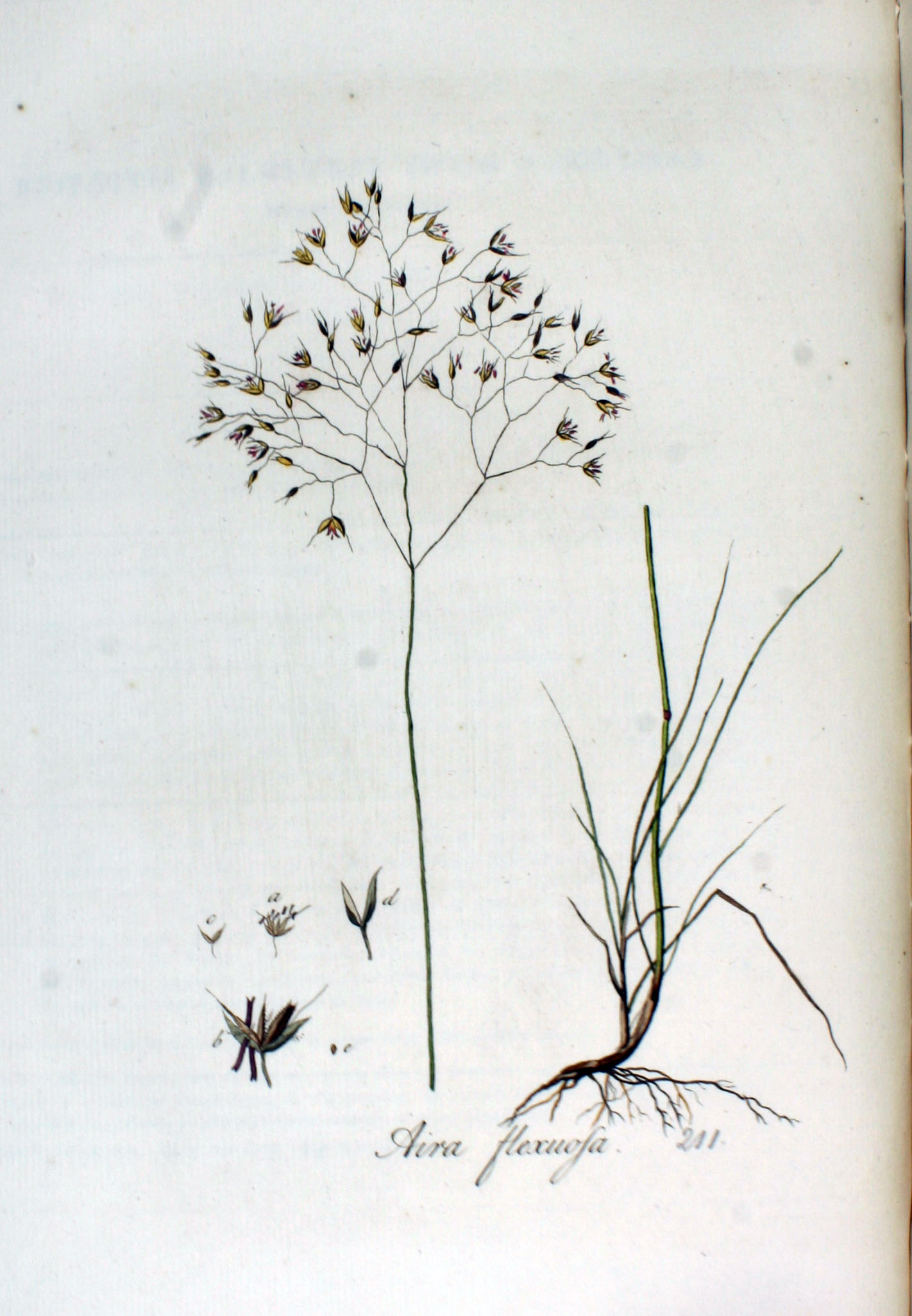
Rajz a növényről